# Bhumara
Bhumara (manchmal auch Bhummra oder Bhubara genannt, Hindi: भुमरा) ist ein nur aus wenigen Häusern und einem gupta-zeitlichen Steintempel bestehender Ort im indischen Bundesstaat Madhya Pradesh.

## Lage
Ort und Tempelstätte von Bhumara liegen auf einem ca. 530 m hoch gelegenen, weitgehend mit Buschwerk bewachsenen Hügelplateau etwa 27 km (Fahrtstrecke) nordwestlich der Kleinstadt Unchehara, die auch über einen Regionalbahnhof verfügt. Auch von Nagod aus ist Bhumara per Taxi zu erreichen. Anders als im nur etwa 45 km entfernten Nachna stand der Tempel von Bhumara isoliert in einer wohl schon immer nur dünn besiedelten Umgebung.

## Geschichte
Über die frühere Geschichte des Ortes und des Tempels ist mangels fehlender schriftlicher Aufzeichnungen nur wenig bekannt; der Shiva-Tempel wurde offensichtlich gegen Ende des 5. Jahrhunderts erbaut. Irgendwann in mittelalterlicher Zeit wurde er – wahrscheinlich von Menschenhand – stark beschädigt. Erst im Jahr 1920 wurde der Tempel von englischen Archäologen wiederentdeckt; einige dekorierte Bauteile wurden schon damals ins Indian Museum nach Kalkutta verbracht. Im Jahre 1979 fanden umfangreiche Restaurierungs- bzw. Rekonstruierungsmaßnahmen statt, durch die das ursprüngliche Aussehen des Tempels annähernd wiederhergestellt wurde (Foto → Weblink).

## Datierung
Der dem Gott Shiva geweihte Tempel ist weder durch Bauinschriften noch durch schriftliche Urkunden datiert. Trotz deutlicher baulicher Übereinstimmungen mit den frühen Tempeln von Tigawa und Sanchi (Tempel Nr. 17) wird er – wegen des Vorhandenseins einer hohen Plattform und aufgrund des entwickelten Figurenstils – zumeist ins späte 5. Jahrhundert (ca. 480) datiert.

## Shiva-Tempel

### Architektur

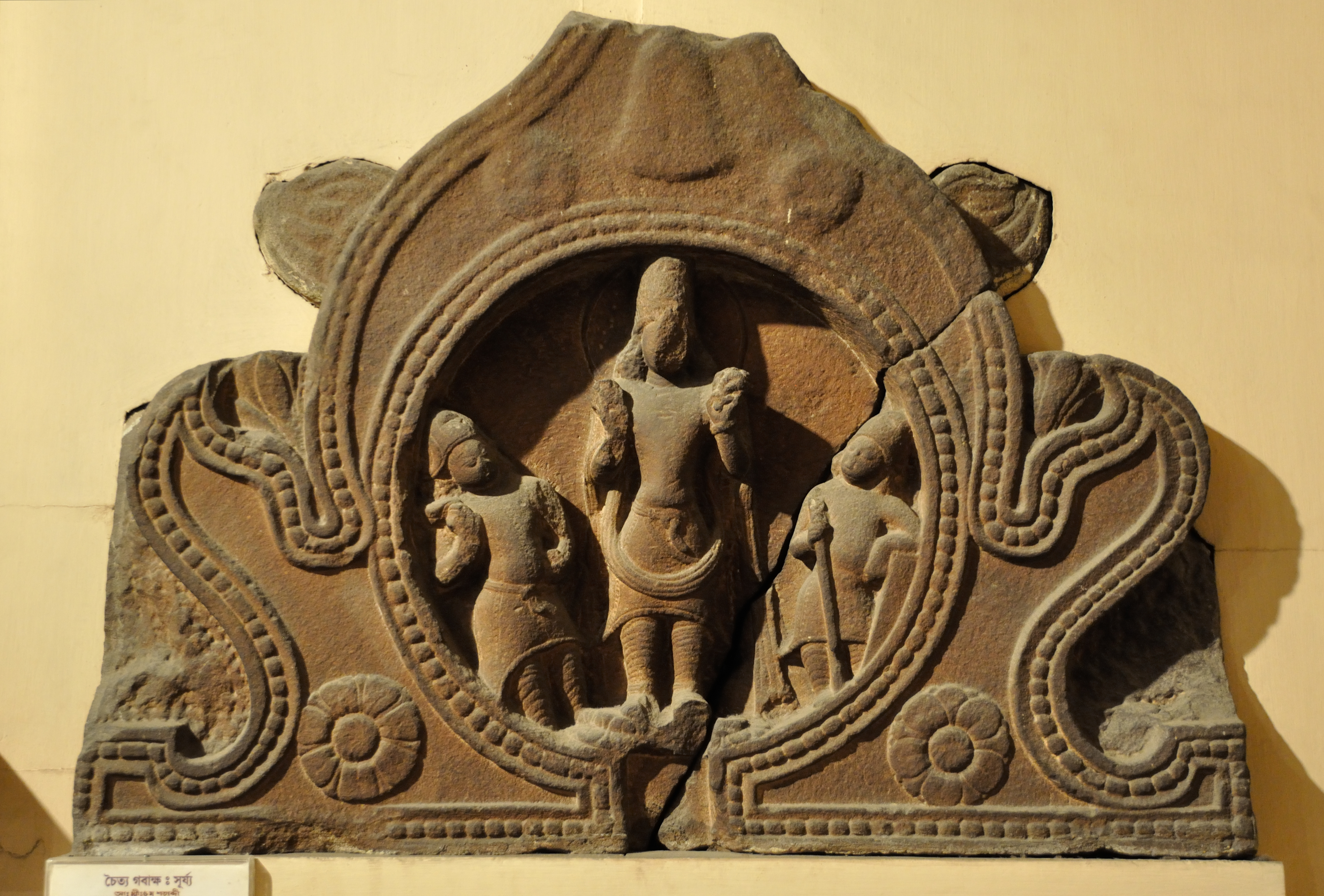
Bhumara, Chandrasala-Fenster
im Indian Museum, Kolkata

Der Shiva-Tempel von Bhumara steht auf einer etwa 1,40 m hohen Umgangsplattform (jagati), die in ihren Ausmaßen derjenigen der beiden Tempel von Nachna vergleichbar ist. Die quadratische fensterlose Cella (garbhagriha) des aus exakt behauenen roten Sandsteinquadern errichteten Tempels (Außenmaße ca. 3,70 m × 3,70 m; Innenmaße ca. 3 m × 3 m) ist außen wie innen vollkommen ungegliedert, hatte eine vergleichsweise geringe Wandstärke (ca. 70 cm) und war flachgedeckt; eine von Säulen getragene offene Vorhalle (mandapa) war ihr vorgesetzt, so dass der ursprüngliche Eindruck in etwa den Tempelbauten von Tigawa und Sanchi vergleichbar war. Zu beiden Seiten der Aufgangstreppe sind zwei Fundamentstrukturen erkennbar, die auf das ehemalige Vorhandensein zweier kleinerer Begleitschreine schließen lassen.

### Bauschmuck
Das Portalgewände ist mehrfach abgestuft; alle Teile sind reich mit Figurenreliefs (Ganga und Yamuna sowie in getrennten Feldern befindlichen männlichen und weiblichen Gestalten) und Ornamenten geschmückt. Der Türsturz (Lintel) ist optisch verbreitert und präsentiert in der Mitte eine große Shiva-Büste, die in ihrer qualitätvollen Ausführung derjenigen auf dem Lingam durchaus vergleichbar ist; seitlich finden sich himmlische Liebespaare (mithunas). Auch einige mit vegetabilischen Motiven und Dienern verzierte Teile eines Dekorfrieses sind erhalten.

### Shiva-Lingam

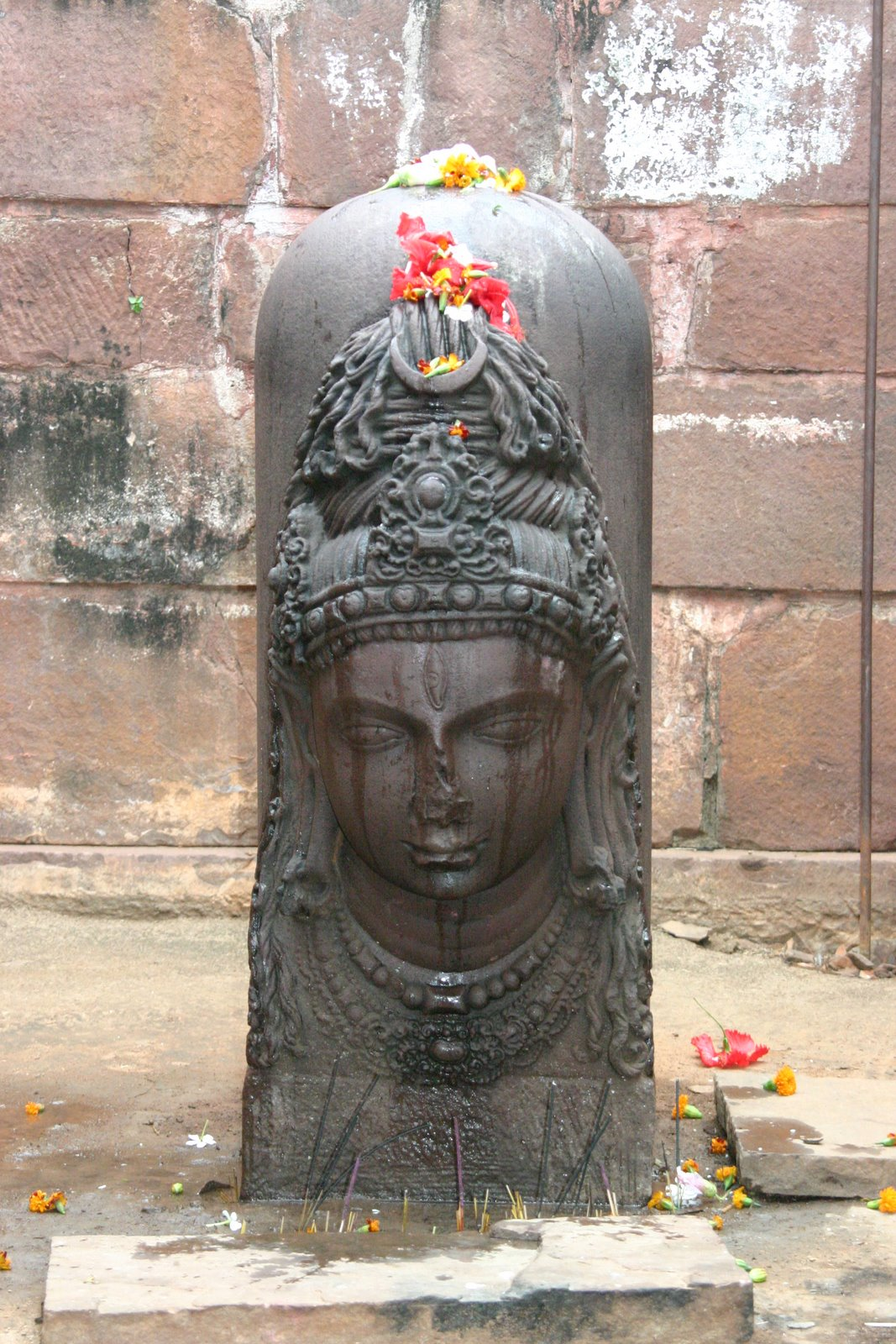
Bhumara – Shiva-Lingam; das uralte Shiva-Bildnis (5. Jh.) wird noch immer mit Blumenschmuck und Räucherstäbchen verehrt.

Die bedeutendste Sehenswürdigkeit von Bhumara ist ein Shiva-Lingam mit einem Büstenrelief des Gottes, das beinahe die komplette Höhe des Lingams einnimmt; es ist eines der ältesten erhaltenen Shiva-Bildnisse überhaupt und ein Meisterwerk früher hinduistischer Bildhauerkunst. Das jugendlich wirkende Antlitz Shivas mit seinen halbgeöffneten Augen strahlt Ruhe und Souveränität aus und zeigt den Gott, zu dessen Beinamen auch „Herr der Yogis“ (yogeshvara) gehört, in Meditation. Auf der Stirn Shivas ist ein drittes Auge zu sehen, das als äußeres Merkmal innerer Erkenntnis und Weisheit gilt, mit dem er aber auch seine Gegner zu Asche verbrennen kann.
Die langen Haarflechten des als „Mondbekränzter“ (chandrashekar) dargestellten Gottes sind zu einer überaus reich geschmückten Flechtenkrone hochgesteckt und werden von einem juwelenbesetzten Diadem gehalten; den Abschluss bildet eine Mondsichel, die er beim Quirlen des Milchozeans empfing. Einige lockere Haarsträhnen hängen seitlich des Kopfes bis auf die Schultern herab und schmiegen sich seitlich an den Lingam an. Der mit Geschmeide behängte Hals Shivas ist – wie auch bei vielen früheren aber auch zeitgenössischen Buddha- und Tirthankara-Bildnissen üblich – in Form dreier Ringe gestaltet.
Der wohl noch im ausgehenden 5. Jahrhundert entstandene Lingam ist außergewöhnlich gut erhalten; nur die Nase des Gottes wurde in späterer Zeit – wahrscheinlich von Menschenhand – abgeschlagen.

## Bedeutung
Der Gupta-Tempel von Bhumara gehört zu den wenigen erhaltenen bzw. in Teilen rekonstruierten Bauten aus dieser Zeit. Die Bildnisse Shivas auf dem Lingam und im Türsturz sind von außergewöhnlicher handwerklicher Perfektion und großer künstlerischer Ausdrucksstärke.

## Umgebung
Unweit des Tempels steht ein ins ausgehende 5. oder beginnende 6. Jahrhundert datierter Pfeiler (thari pathar); er enthält eine Inschrift, die die Herrschaftsgebiete zweier Maharajas voneinander abgrenzt.